# Македонский, Михаил Андреевич
Михаи́л Андре́евич Македо́нский (3 февраля 1904, Старый Крым, Таврическая губерния — 26 апреля 1971, Щебетовка, Крымская область) — советский государственный и политический деятель, участник Великой Отечественной войны, партизан Крыма с октября 1941 года, к 1944 году командир Южного соединения партизан Крыма. Депортирован из Крыма в 1944 году как грек. После войны винодел и виноградарь, директор совхоза «Коктебель», Герой Социалистического Труда.

## Биография

### До войны
Родился в 1904 году в Старом Крыму в семье бедных крестьян греков. С 1914 года батрачил в экономии Янсона. В 1924 году вступил в комсомол. Создал артель по совместной обработке земли в селе Темир. Был призван, служил в частях Красного казачества Красной армии. Член ВКП(б) с 1930 года. Председатель сельского совета села Темир, с 1934 года бухгалтер колхоза в селе Топчикой, в 1940—1941 годах руководитель строительства дороги на угольные копи в районе села Бешуй. На этом посту его застало продвижение фронта.

### Партизанское движение в Крыму во время Великой Отечественной войны

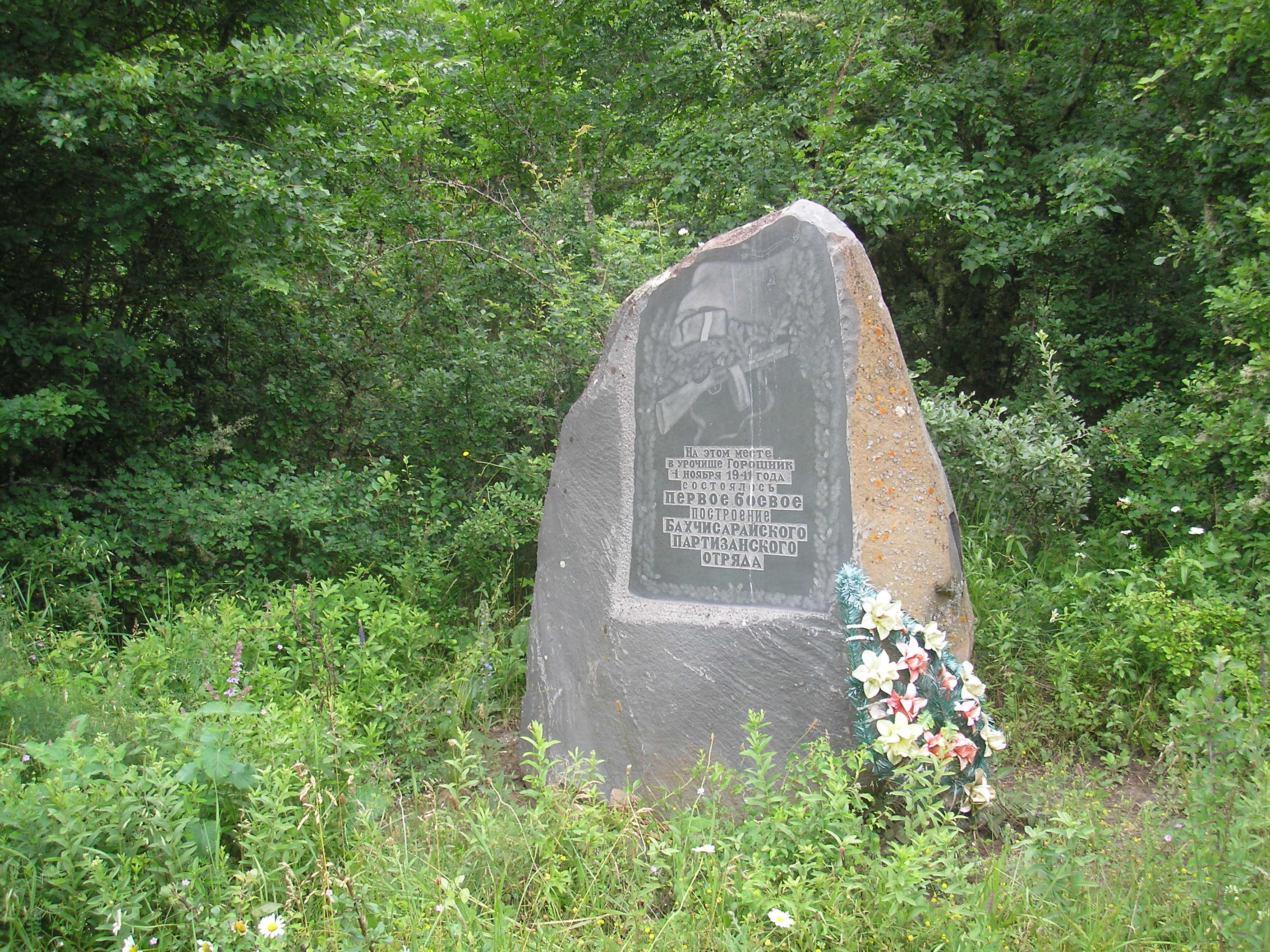
Место первого построения Бахчисарайского отряда

С 30 октября 1941 года в партизанах Крыма. Сначала командир группы, заместитель командира Бахчисарайского партизанского отряда К. М. Сизова, после его гибели 9 ноября 1941 года командир Бахчисарайского отряда. Командир 4-го района партизанского движения Крыма. 
В районе бешуйских копей зимой 1941—1942 года происходили тяжелые бои с немецкими и румынскими частями. В населённых пунктах немцы организовали из коллаборационистов отряды самообороны. В ряде партизанских отрядов были случаи голодных смертей.
В ночь с 7 на 8 октября 1942 года двумя катерами – СКА-044 и СКА-045, из района мыса Кикенеиз было вывезено 78 человек, среди них командиры отрядов М. А. Македонский, Х. К. Чусси, комиссар отряда В. И. Черный. Командный состав не должен был эвакуироваться, но обстоятельства сложились так, что противник засек подход катеров и выслал на перехват моторизованную группу, начал обстрел катеров. Катера приняли всех, кроме 5 человек, не умевших плавать. 
Окончил спецшколу, аттестован как техник-интендант 2 ранга. Награждён первым орденом Красного Знамени за бои зимы 1941—1942, по итогам боев 1942 года вручен второй орден Красного Знамени. Заброшен в Крым в июне 1943 года, командир партизанского отряда в районе плато Чатыр-Даг, командир Южного соединения партизан Крыма. Командовал Бешуйским боем 7—11 февраля 1944 года. Южное соединение участвовало в освобождении Бахчисарая, Ялты. В числе шести наиболее отличившихся партизан Крыма представлялся в 1944 году к званию Героя Советского Союза, представление совпало с Постановлением Государственного Комитета Обороны СССР № ГОКО-5859 от 11 мая 1944 о депортации крымских татар и подписано не было.

### На хозяйственной и партийной работе после войны.

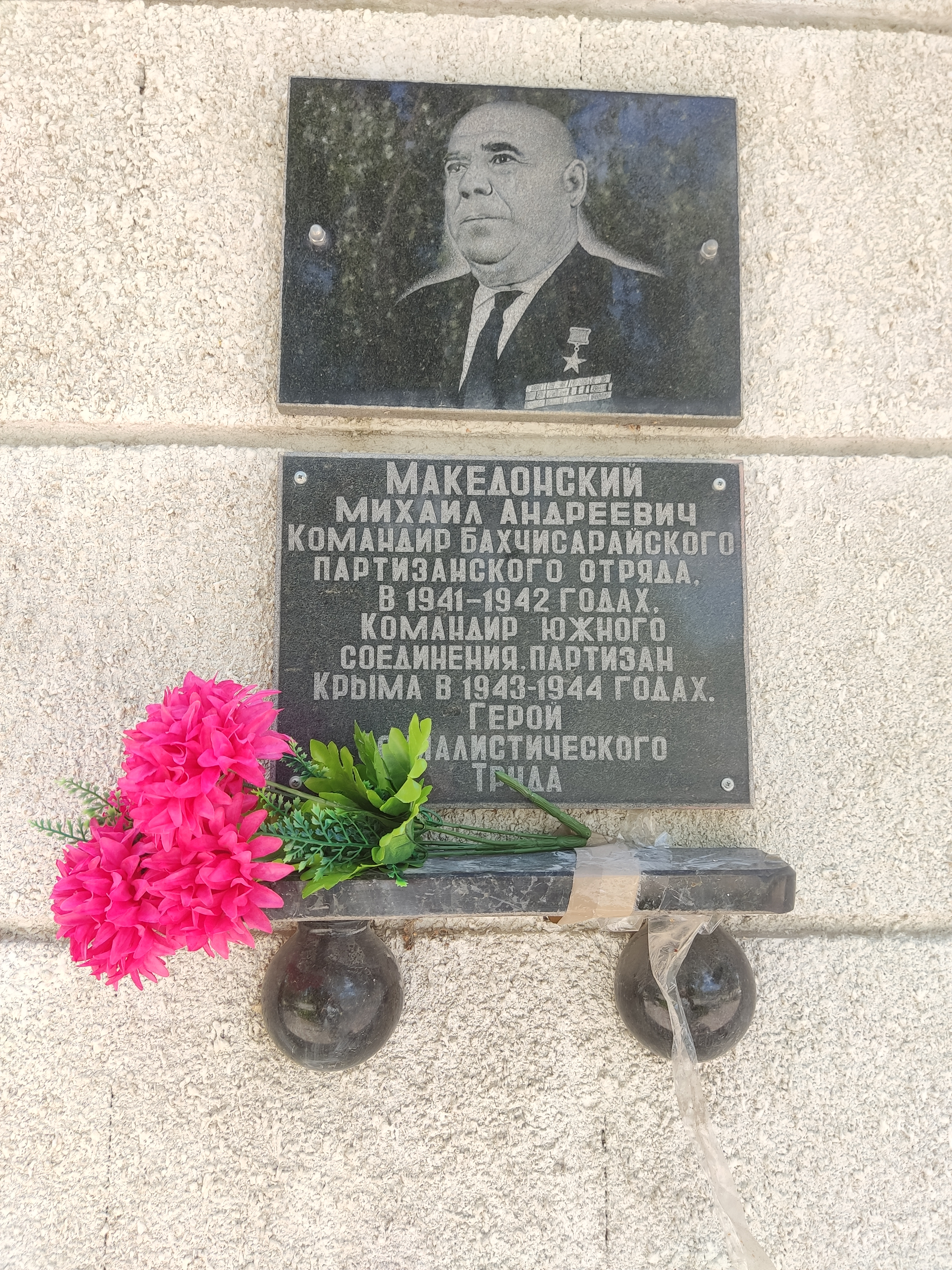
Памятная табличка в Бахчисарае

Был депортирован в 1944 году в Краснодарский край, как грек, после обращений однополчан осенью 1944 года возвращён в Крым. С 1945 года директор совхоза «Коктебель» Судакского района Крымской области. Руководил закладкой новых плантаций, внедрял передовой опыт виноградарства, промышленные методы агрокультуры. В хозяйстве развивалось движение «одногектарников», движение было заложено М. А. Брынцевой, звеньевой совхоза «Коктебель», впоследствии дважды Героем Социалистического Труда. В совхозе добились рекордной урожайности винограда с гектара. За достижения в виноградарстве Македонский награждался медалями ВДНХ.

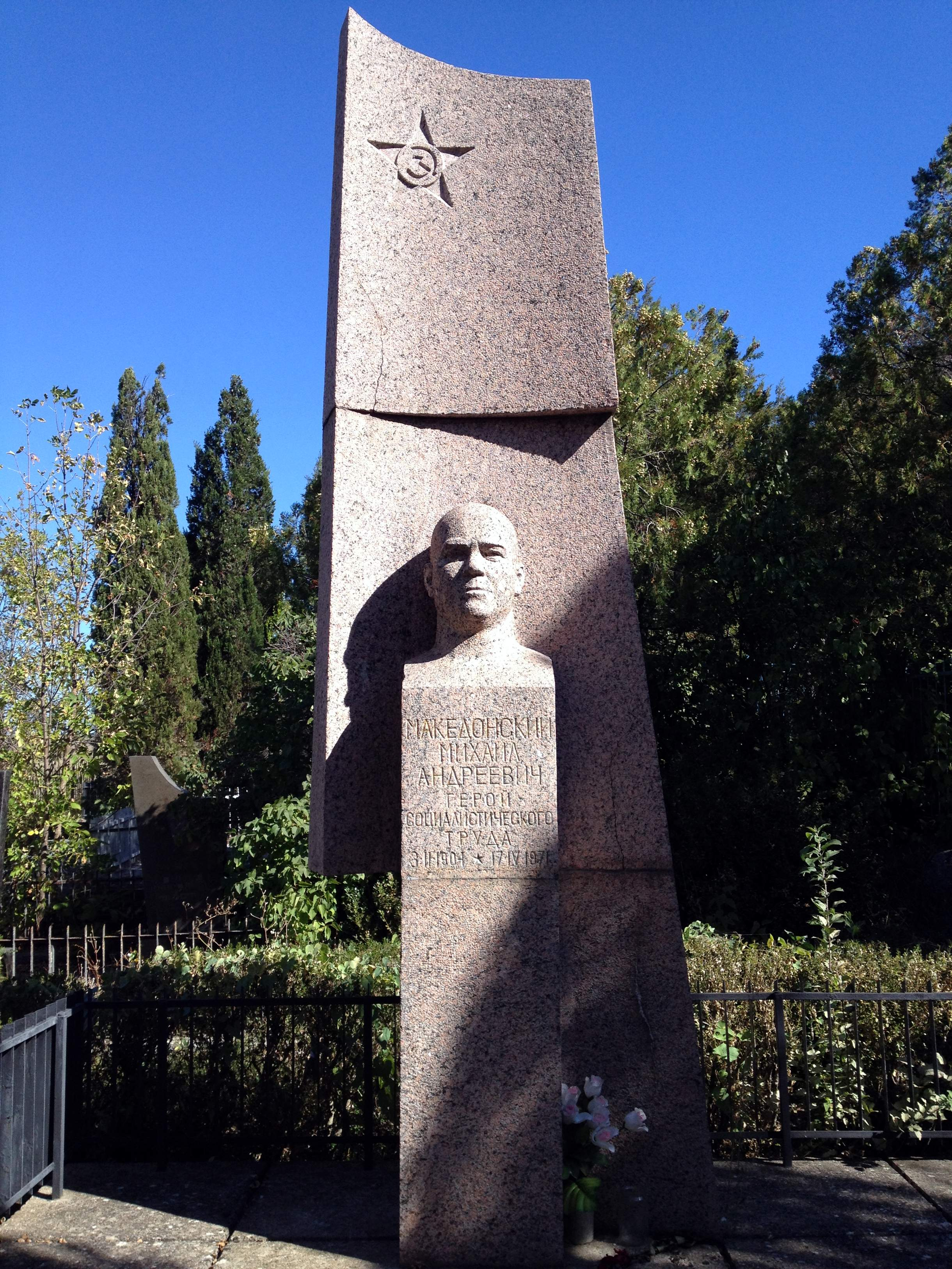
Могила Македонского М. А. в Щебетовке

Указом Президиума Верховного Совета СССР от 26 февраля 1958 года присвоено звание Героя Социалистического Труда с вручением ордена Ленина и золотой медали «Серп и Молот».
Делегат XXII съезда КПСС в 1961 году. 
Написал книгу мемуаров о партизанских годах «Пламя над Крымом», которая выдержала 3 издания, участвовал в слётах ветеранов партизанского движения.
Постоянно проживал в Крыму и умер в поселке Щебетовка в 1971 году.

## Память

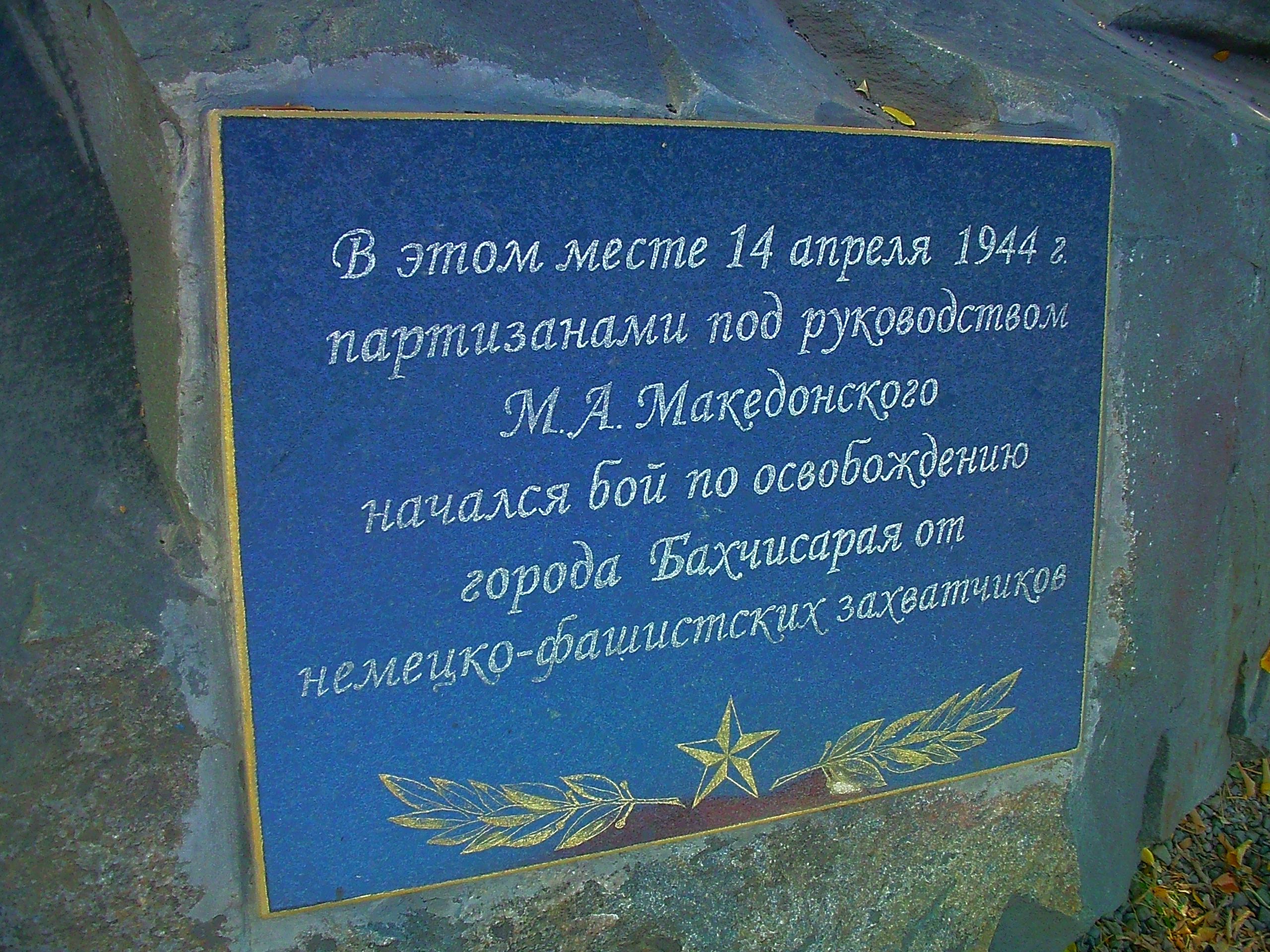
Мемориальная доска в Бахчисарае

В 1965 году крымский скульптор В. В. Петренко выполнил из диорита бюст М. А. Македонского.
Памятник на могиле М. А. Македонского в селе Щебетовка с 20 декабря 2016 года — объект культурного наследия регионального значения  Объект культурного наследия народов РФ регионального значения. Рег. № 911710935480005 (ЕГРОКН).
Мемориальная доска была установлена в городе Бахчисарай.

Фирменный коньяк завода Коктебель назван именем А. М. Македонского.
Коньяк «Македонский» выдержан в подвалах завода 30 лет. Этим названием мы хотим увековечить память бывшего директора совхоза-завода «Коктебель» Михаила Андреевича Македонского. Этот человек восстановил предприятие из руин в послевоенный период и руководил им почти 30 лет, превратив его в один из самых прибыльных и популярных заводов страны.Марина Простак, главный технолог коньячного производства
21 декабря 1990 года Крымским фондом культуры была учреждена премия имени Михаила Македонского «за достижения в хозяйственном и социально-культурном строительстве».